# クレイン (企業)
株式会社クレインは、東京都港区に本社を置く、リサイクル事業（買取専門店）、飲食事業（沖縄懐石料理）、美容事業（ヘアカラー専門店）、宝飾販売事業などの事業を行なっている企業である。

## 概要
株式会社クレインは、買取専門店のリサイクルショップジュエルカフェ、ヘアカラー専門の美容室「ヘアカラーズ」、沖縄懐石料理店「赤坂潭亭」、宝飾販売店「VENUS TEARS」を含む全直営店舗を日本国内43都道府県、海外（香港、台湾、シンガポール、マレーシアなど）において展開している。

## 沿革
- 2005年（平成17年） - 株式会社クレインを東京都港区に設立
- 2007年（平成19年） - 買取専門店の「ジュエルカフェ」1号店開店。
- 2009年（平成21年） - 国内62店舗、香港でジュエルカフェ店舗を開店。TVCM【貴金属刑事】を放送[1]。
- 2010年（平成22年） - 台湾でジュエルカフェを開店。
- 2011年（平成23年）
  - ヘアカラー専門店「ヘアカラーズ」1号店を開店[2]。
  - 「赤坂譚亭」がミシュラン1つ星（東京・横浜・湘南2012）を獲得[3]。
- 2012年（平成24年） - 赤坂潭亭が「ミシュランガイド2013 東京・横浜・湘南」で1つ星を獲得[3]。
- 2012年（平成24年） - シンガポールへ開店
- 2013年（平成25年） - シンガポールにて宝飾販売店VENUS TEARSを開店[4]。
- 2013年（平成25年） - マレーシアでジュエルカフェを開店。
- 2013年（平成25年）
  - 宝飾販売店VENUS TEARS 国内第一号店「イオンモール柏店[5]」を開店。
  - 赤坂潭亭が「ミシュランガイド2014 東京・横浜・湘南」で1つ星を獲得[3]。
  - 宝飾販売店VENUS TEARS 「銀座店（キラリトギンザ内）」を開店。
- 2014年（平成26年） - 宝飾販売店VENUS TEARS 「イオンモール直方店」を開店。
- 2014年（平成26年） - 赤坂潭亭が「ミシュランガイド2015 東京・横浜・湘南」で1つ星を獲得[6]。
- 2015年（平成27年） - 赤坂潭亭が「ミシュランガイド2016 東京・横浜・湘南」で1つ星を獲得[7]。
- 2015年（平成27年） - 楽天・ヤフーショッピング・ヤフオク！等ネット通販事業開始。
- 2016年（平成28年） - ジュエルカフェ公式HPリニューアル。総合リユースショップとして展開。
- 2016年（平成28年） - 赤坂潭亭が「ミシュランガイド2017 東京・横浜・湘南」で1つ星を獲得[8]。
- 2017年（平成29年） - ジュエルカフェの一部店舗にて「iphone修理サービス」をスタート。
- 2017年（平成29年） - 赤坂潭亭がミシュラン1つ星(2018度《東京・横浜版》）を7年連続で獲得。
- 2018年（平成30年） - ヘアカラーズ専門店　ヘアカラーズを愛媛県・香川県を含めた6店舗に拡大。
- 2019年（令和元年） - 赤坂潭亭プロデュースのタピオカドリンクブランド「潭茶」プロジェクト開始。
- 2019年（令和元年） - VENUS TEARSが東急プラザ銀座[9]に移転。また、銀座2店舗目となる「松屋銀座店[10]」をオープン。
- 2020年（令和2年） - ジュエルカフェが南野陽子をイメージキャラクターとして起用。市場調査により買取業界顧客満足度1位を獲得。
- 2021年（令和3年） -  クレイン2.0プロジェクトを発足、既存ビジネスの進化と新規ビジネスの探索をスタートする。
- 2023年（令和5年） -  タイでジュエルカフェを開店[11]。日本国内のジュエルカフェで藤本美貴を広告に起用。
- 2024年（令和6年）-  インドネシアでジュエルカフェを開店[12]。
- 2025年（令和7年）- ジュエルカフェの新CMにマスコットキャラクター「ジュエルぐま」を起用[13]。